# Fenhexamide
Le fenhexamide est un fongicide.